# 兩西西里的瑪麗亞·路易莎
兩西西里的瑪麗亞·路易莎（義大利語：Maria Luisa di Borbone-Due Sicilie，1855年1月21日—1874年8月23日），巴爾迪伯爵夫人，兩西西里國王費迪南多二世的幼女。

## 婚姻
1873年，瑪麗亞·路易莎與帕爾馬的巴爾迪伯爵恩里科王子結婚，兩人沒有子女。隔年瑪麗亞·路易莎去世，年僅19歲。